# Guallipén
El Guallipén (del mapudungun waillepeñ, "oveja ternero" o "El centinela"), también conocido como Waillepén, Huallepén, Huallepenyú o Huaillepenyí, es una criatura maligna perteneciente a la religión mapuche.

## Apariencia
El Guallipén es descrito como un ser mitológico con la apariencia de un animal compuesto por un cuerpo de una oveja, con una cabeza de ternero, el cual tiene sus patas torcidas, y un feo pelaje.

## Leyenda
La leyenda dice que es un animal anfibio con cuerpo de oveja y cabeza de ternero; que viviría a la orilla de los ríos, lagos, o junto al mar. En tierra sería inofensivo, pero en el agua sería muy peligroso, ya que se dice que sería muy atrevido, fuerte y huraño, y no conocería temor alguno, y por ello atacaría con gran ferocidad a todo animal o ser humano que esté en el agua. 
Su origen se dice que sería el producto del cruzamiento de una oveja con un ternero malformado, que tendría las patas torcidas. El Guallipén sería un animal muy feo y considerado de "mal agüero" (mala suerte), ya que se dice que se cruza con las hembras del ganado, lo cual tiene como consecuencia que se produzcan todas las anomalías y deformidades que se observan en algunas de las crías del ganado. Pero especialmente se le teme porque se dice que tiene influencias maléficas sobre las mujeres embarazadas que lo ven repentinamente o que escuchan su berrido; ya que este hecho causaría deformaciones en sus futuros hijos, o dejaría estériles a estas mujeres. Este poder maléfico también lo tendrían incluso los animales malformados hijos del Guallipén. Igualmente que si las madres jóvenes tienen sueños con esta criaturas en tres noches consecutivas, su futuro hijo también tendría el mismo destino. Así, si un niño o animal nacía deforme, su monstruosidad era atribuida a la influencia del mítico Guallipén.